# استروفیزیک اند اسپیس ساینس
استروفیزیک اند اسپیس ساینس (به انگلیسی: Astrophysics and Space Science) یک داوری همتا و یک مجلهٔ علمی منتشر شده توسط اسپرینگر است. این مجله برای نخستین‌بار در سال ۱۹۶۸ منتشر شد. این مجله هر دو ماه یک‌بار چاپ می‌شود و سردبیر آن مایکل دوپیتا است.